# Gnoriste longirostris
Gnoriste longirostris is een muggensoort uit de familie van de paddenstoelmuggen (Mycetophilidae). De wetenschappelijke naam van de soort is voor het eerst geldig gepubliceerd in 1863 door Siebke.